# Morley (Meuse)
Morley település Franciaországban, Meuse megyében. Lakosainak száma 207 fő (2022. január 1.). Morley Chevillon, Brauvilliers, Couvertpuis, Dammarie-sur-Saulx, Hévilliers, Juvigny-en-Perthois és Montiers-sur-Saulx községekkel határos.

## Népesség
A település népességének változása:
| Lakosok száma | 299  | 198  | 194  | 218  | 206  | 206  | 205  | 206  | 206  | 207  |
|               | 1968 | 1982 | 1990 | 2006 | 2013 | 2015 | 2017 | 2019 | 2020 | 2022 |